# Die Geschichte der Bienen
Die Geschichte der Bienen (norwegisch Bienes historie) ist ein Roman der norwegischen Schriftstellerin Maja Lunde aus dem Jahr 2015, der im Jahr 2017 in deutscher Sprache bei der Verlagsgruppe Random House erschien. Nach Angaben des Buchhandelsbranchenmagazins Börsenblatt war es das meistverkaufte Buch in Deutschland im Kalenderjahr 2017.

## Handlung
Die Autorin verbindet in ihrem Roman drei Familiengeschichten, die in unterschiedlichen Epochen und Orten spielen und allesamt mit der Entwicklungsgeschichte der Honigbienen verbunden sind. Ein Handlungsstrang spielt dabei in der Vergangenheit – 1852 in England, wo der Naturwissenschaftler William Savage einen neuen Bienenkasten konstruieren will. Eine weitere Geschichte spielt in der Gegenwart, im Jahr 2007 in Ohio, in welcher der amerikanische Imker George Savage mit dem sogenannten Bienensterben konfrontiert wird. Die Autorin lässt George einen Sohn Thomas Savage haben. Dieser hat ein sehr liebevolles Verhältnis zu seiner Mutter und wird später Schriftsteller. Der dritte Handlungsstrang spielt in der Zukunft, wo man im Jahre 2098 in China die junge Chinesin Tao kennenlernt, die als Bestäuberin arbeitet, weil die Bienen ausgestorben scheinen.

## Erzählstil
Die drei Ich-Erzählungen werden nicht nacheinander präsentiert, sondern die Handlungsfäden wechseln einander ab und werden immer wieder unterbrochen. Mit Hilfe von drei verschiedenen, sich wiederholenden Kapitelüberschriften kann ein Leser, der das will, dennoch jede Geschichte für sich lesen.

## Hintergrund
Insbesondere eine Dokumentation über das Bienensterben, welche die Drehbuch- und Kinderbuchautorin Maja Lunde 2013 sah, inspirierte sie zum Thema für ihren ersten Roman. Dieser wurde 2015 in ihrem Heimatland Norwegen veröffentlicht und direkt ein großer Erfolg, so dass man die Publikationsrechte in mehr als 30 Länder verkaufen konnte.

## Rezeption
Der Roman wurde im März 2017 in Deutschland veröffentlicht und konnte sich gleich nach seinem Erscheinen in den Top 10 der Bestsellerliste des Spiegel etablieren. Mit 350.000 verkauften Exemplaren war es 2017 das erfolgreichste Buch in Deutschland und auch vom Online-Buchnetzwerk LovelyBooks erhielt es den Lesepreis 2017.
Für Ulrike Sarkany im NDR ist es besonders bedeutend und passend für die Zeit. Dabei verstehe es die Autorin, ein reales Anliegen in eine packende Story zu kleiden, wobei nicht die Umweltbotschaft, sondern das Schicksal von drei Menschen im Vordergrund stehe. Der Literaturkritiker Denis Scheck findet das Buch in seiner monatlichen Bestsellerkritik „hart an der Grenze zum Klischee, aber nicht ohne Reiz“. Für die deutsche Übersetzerin des Romans Ursel Allenstein ist es ein besonderes Buch, weil es ein Thema mit globaler Bedeutung behandelt, obwohl typischerweise in der skandinavischen Literatur meist private Themen im Mittelpunkt stünden.

## Ausgaben
- Maja Lunde: Bienes historie. Aschehoug, Oslo 2016, ISBN 978-82-03-36048-0 (norwegisch)
- Maja Lunde: Die Geschichte der Bienen. Festeinband, übersetzt aus dem Norwegischen von Ursel Allenstein, btb, München 2017, ISBN 978-3-442-75684-1
- Maja Lunde: Die Geschichte der Bienen. Broschur, übersetzt aus dem Norwegischen von Ursel Allenstein, btb, München 2018, ISBN 978-3-442-71741-5
- Maja Lunde: Die Geschichte der Bienen. Gekürzte Lesung, Hörverlag, München 2019, ISBN 978-3-8445-3255-5